# Château Chiloup
Pour les articles homonymes, voir Château de Chiloup.
Le château Chiloup ou château de Chiloup, est un château situé à Dagneux dans l'Ain en France. Initialement maison forte lors de sa construction au XIVe siècle, l'édifice a peu à peu évolué vers ce qui s'apparente à une grande maison bourgeoise.

## Histoire

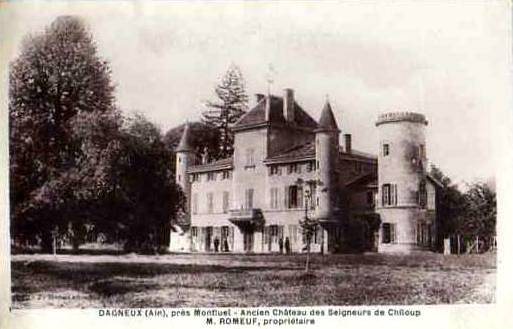
Carte postale ancienne du château Chiloup.

La première construction daterait de 1330 à l'initiative de Guichard de Chiloup, apparenté à la seigneurie de Montluel. Par la suite l'édifice appartient à la famille Decrues de Sainte-Croix. Au XIXe siècle, le château passe entre les mains de la famille Montherot, entre autres propriétaire à Balan.

### Période contemporaine
Le château appartient à la mairie de Dagneux. Des cérémonies du régiment médical basé au camp de La Valbonne s'y déroulent. C'est également un des lieux du festival Contes en Côtière.